# Mohammad Ali Fardin
Mohammad Ali Fardin (Teherán, 8 de abril de 1931  - Teherán, 6 de abril de 2000) fue un actor y director iraní.
Exluchador que ganó fama en la década de 1960, para el iraní medio fue un héroe y sirvió como una alternativa a las estrellas de cine extranjero. Por lo general interpretó el papel del niño pobre con el corazón de oro que se casaba con la protagonista de la película. 
Después de la revolución iraní de 1979, actuó sólo en una película más, y sus primeras películas fueron prohibidas. Posteriormente, abrió una panadería en Teherán. Más de 20.000 personas asistieron a su funeral en Teherán.
Fardin está considerado uno de los actores más representativos del cine comercial iraní de los años 1960.

## Filmografía
Como actor
- 1982 Barzakhiha
- 1975 Ghazal
- 1973 Jabbar, sarjookhe-ye farari
- 1971 Ayyoob
- 1971 Baba Shamal
- 1971 Raze derakhte senjed
- 1970 Sekke-ye shans
- 1968 Ed ora... raccomanda l'anima a Dio!
- 1968 Soltan ghalbha
- 1968 Toufan bar farase Petra
- 1966 Amir Arsalan-e namdar
- 1965 Mootalaie shahre ma
- 1965 Ganje qarun
- 1965 Khoshgele khoshgela
- 1965 Eshq va entegham
- 1965 Babre koohestan
- 1965 Qahremane qahremanan
- 1965 Dehkadehe talaie
- 1964 Jahanam zire paye man
- 1964 Taranehaye roustaie
- 1964 Ensanha
- 1964 Masire roodkhaneh
- 1964 Aghaye gharne bistom
- 1963 Sahele entezar
- 1963 Zamine talkh
- 1963 Zanha fereshtehand
- 1962 Gorgehaye gorosneh
- 1962 Talaye sefid
- 1962 Dokhtari faryad mikeshad
- 1961 Bivehaye khandan
- 1961 Faryade nimeshab
- 1960 Farda rowshan ast
- 1960 Cheshmehe abe hayat